# Katedra Chrystusa Króla w Poniewieżu
Katedra Chrystusa Króla w Poniewieżu (lit. Kristaus Karaliaus Katedra) - rzymskokatolicka katedra w Poniewieżu mieszcząca się przy ulicy Katedros a. 1. 

## Historia
Budowę świątyni rozpoczęto w 1904 roku. Prace przerwał wybuch I wojny światowej. Po wojnie budowę kontynuowano do 1930. W 1926 świątynie ogłoszono katedrą diecezji poniewieskiej. Powstała eklektyczna trójnawowa świątynia typu halowego, z elementami neobaroku i neoklasycyzmu. Wyposażenie pochodzi z okresu międzywojennego, jest dziełem rzeźbiarzy Vincentasa i Adomasa Jakševičiusów (ojca i syna). Polichromie wykonali Jonas Mackevičius (m.in. fresk w kopule, ukazujący cud św. Kazimierza w Połocku) i Povilas Puzinas.